# Onda sfigmica
L'onda sfigmica è l'onda creata dal sangue che esce dal cuore e raggiunge il sistema periferico. Può essere misurata rilevando la variazione pressoria generata dalla sistole cardiaca. L'analisi della sua forma (crescita, riflessione, decrescita) e della velocità con cui cambia è possibile mediante un pulsossimetro capace di registrarne i parametri più volte al secondo.

## Descrizione della forma
Viene creata dal sangue che esce dal ventricolo sinistro del cuore durante la sistole e si immette nell'aorta e si sposta fino al sistema periferico. Viene trasmessa nel sistema vascolare grazie all'elasticità delle arterie. Percorre le arterie con una velocità crescente verso la periferia, dove diminuisce la capacitanza dei vasi e ne aumenta la resistenza.
Si compone di varie parti: anacrota, plateau, dicrota e catacrota.
Il tempo di incremento dell'onda sfigmica dipende dalla velocità di contrazione e svuotamento del ventricolo sinistro, dalla resistenza della valvola aortica, dalle resistenze periferiche.

## Rilevazione
Può essere misurata nel suo crescere, riflettersi e decrescere mediante un pulsossimetro che abbia la capacità di registrarne i parametri più volte al secondo.

## Siti di rilevamento
Ne è possibile la rilevazione non invasiva con l'apposito sensore esterno a led (rosso e infrarosso) usato per la misurazione della saturazione del sangue in zone del corpo trasparenti alle radiazioni luminose (es.: sulla punta delle dita di mani o piedi, sui lobi delle orecchie o, nel caso di neonati, sul polso).

## Uso
In quanto l'intensità dell'onda è proporzionata alla gittata sistolica e pervietà aortica, lo studio della forma dell'onda permette di trarre informazioni indicative sullo stato di salute vascolare del paziente.
La forma dell'onda aortica permette di indirizzare la diagnosi:
- se celere: verso ipertiroidismo, febbre, fistole a-V, cirrosi, gravidanza;
- se scoccante (secondo Corrigan): verso insufficienza aortica;
- se tardo: verso stenosi aortica, aterosclerosi.

L'analisi della dicrota consente di trarre considerazioni in merito alla elasticità dell'aorta e alla tenuta della valvola mitrale.
Una misurazione contemporanea dell'onda in distretti simmetrici (ad esempio: dita di mano destra e sinistra contemporaneamente) consente di verificare la sincronia, ossia la contemporaneità dell'onda sfigmica rispetto alla sistole cardiaca e diagnosticare ostruzioni arteriose, coartazioni aortiche, aneurismi aortici.